# Klothuvmossa
Klothuvmossa (Physcomitrium sphaericum) är en bladmossart som beskrevs av Fürnrohr in Hampe 1837. Klothuvmossa ingår i släktet huvmossor, och familjen Funariaceae. Enligt den finländska rödlistan är arten nationellt utdöd i Finland. Enligt den svenska rödlistan är arten nationellt utdöd i Sverige. . Arten har tidigare förekommit i Svealand men är numera lokalt utdöd. Artens livsmiljö är sjö- och älvstränder. Inga underarter finns listade i Catalogue of Life.